# Куржоне
Куржоне (фр. Courjeonnet) насеље је и општина у североисточној Француској у региону Шампањ-Арден, у департману Марна која припада префектури Еперне.
По подацима из 2011. године у општини је живело 56 становника, а густина насељености је износила 10,09 становника/km². Општина се простире на површини од 5,55 km². Налази се на средњој надморској висини од 148 метара.

## Демографија
| 1962. | 1968. | 1975. | 1982. | 1990. | 1999. | 2011. |
| ----- | ----- | ----- | ----- | ----- | ----- | ----- |
| 66    | 67    | 66    | 50    | 65    | 61    | 56    |

График промене броја становника у току последњих година